# Виљем Клас Хеда
Виљем Клас Хеда или Виљем Класзон Хеда (хол. Willem Claeszoon Heda; Харлем 14. децембар 1594 — 1680) је био холандски сликар мртвих природа, припадник харлемске школе. Углавном користећи само сивозелене тонове сликао је богате трпезе на којима су се увек налазили комади поломљеног стакла или преврнути крчази који симболишу пролазност свега овоземаљског. Касније је напустио монохроматску палету боја и приклонио се колоритнијем и допадљивијем сликању. Поред Питера Класа сматра се једним од главних представника холандске мртве природе.